# Pušćine
Pušćine is een plaats in de gemeente Nedelišće in de Kroatische provincie Međimurje. De plaats telt 1267 inwoners (2001).